# Ekke de Haan
Ekke de Haan (Musselkanaal, 16 september 1906 – Bad Wildungen, 2 oktober 1973) was een Nederlands politicus van de  Christelijk-Democratische Unie (CDU) en later de PvdA.
Hij werd geboren als zoon van Jakob de Haan (1870-1933) en Jantje de Boer (1871-1945). Zijn vader had een touwslagerij en in 1928 verhuisde Ekke de Haan naar Heerenveen waar hij touwhandelaar werd. In 1934 kwam hij voor de CDU in de gemeenteraad van de kort daarvoor ontstane gemeente Heerenveen en vanaf 1935 was hij tevens lid van de provinciale staten van Friesland. Die functies kwamen in september 1941 te vervallen doordat in het bezette Nederland de gemeenteraad en de provinciale staten werden afgeschaft. Bovendien was hij enige tijd actief in de Nederlandsche Unie dat eind 1941 door de Duitsers verboden werd. Vanaf mei 1942 was hij bijna anderhalf jaar als gijzelaar geïnterneerd in Kamp Sint-Michielsgestel. Na in juni 1944 ontsnapt te zijn aan een Silbertanne-liquidatie dook hij onder maar hij bleef actief binnen de illegale groep 'Je Maintiendrai'. Kort na de bevrijding van Heerenveen in april 1945 werd hij daar waarnemend burgemeester maar na een half jaar gaf hij die functie op. Hij werd opnieuw gekozen in de Heerenveense gemeenteraad maar nu voor de PvdA (waarin de CDU intussen was opgegaan) en werd er ook wethouder. In september 1955 werd de PvdA'er De Haan burgemeester van Beerta waar toen de CPN domineerde in de gemeenteraad. Daarnaast was hij van 1956 tot 1957 waarnemend burgemeester van Finsterwolde. In oktober 1971 ging De Haan met pensioen waarna hij weer in Heerenveen ging wonen. Twee jaar later overleed hij tijdens familiebezoek in West-Duitsland op 67-jarige leeftijd. De 'Ekke de Haanschool', een openbare basisschool in Heerenveen, is naar hem vernoemd.